# Clásica San Sebastián 1989
De 9de editie van de wielerwedstrijd Clásica San Sebastián werd gehouden op 12 augustus 1989 in en rondom de Baskische stad San Sebastian, Spanje. De editie van 1989 ging over een afstand van 244 kilometer en was de zevende wedstrijd in de strijd om de Wereldbeker. Titelverdediger in deze Noord-Spaanse wielerklassieker was de Nederlander Gert-Jan Theunisse. 

## Uitslag
| Clásica San Sebastián 1989 (244 kilometer) |                      |                     |          |
| Plaats                                     | Naam                 | Ploeg               | Tijd     |
| Winnaar                                    | Gerhard Zadrobilek   | 7-Eleven            | 6u24'10" |
| 2                                          | Francisco Antequera  | BH-Amaya Seguros    | + 2' 05" |
| 3                                          | Tony Rominger        | Chateau d'Ax        | z.t.     |
| 4                                          | Charly Mottet        | RMO                 | + 2' 09" |
| 5                                          | Jesús Rodríguez      | Reynolds            | z.t.     |
| 6                                          | Jean-Claude Leclercq | Helvetia-La Suisse  | z.t.     |
| 7                                          | Gert-Jan Theunisse   | PDM-Ultima-Concorde | z.t.     |
| 8                                          | Andy Hampsten        | 7-Eleven            | z.t.     |
| 9                                          | Juan Martínez        | Helvetia-La Suisse  | z.t.     |
| 10                                         | Julián Gorospe       | Reynolds            | z.t.     |
|                                            |                      |                     |          |
| 17                                         | Etienne De Wilde     | Histor-Sigma        | + 2' 59" |

1981 · 1982 · 1983 · 1984 · 1985 · 1986 · 1987 · 1988 · 1989 · 1990 · 1991 · 1992 · 1993 · 1994 · 1995 · 1996 · 1997 · 1998 · 1999 · 2000 · 2001 · 2002 · 2003 · 2004 · 2005 · 2006 · 2007 · 2008 · 2009 · 2010 · 2011 · 2012 · 2013 · 2014 · 2015 · 2016 · 2017 · 2018 · 2019 · 2020 · 2021 · 2022 · 2023 · 2024